# 襟裳岬

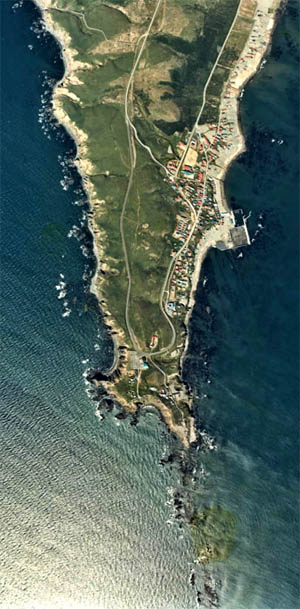
襟裳岬（1977年）

襟裳岬（えりもみさき）は、北海道幌泉郡えりも町にある岬である。

## 名称
地名の由来には、アイヌ語で「岬」を意味する「エンルム」または「ネズミ」を意味する「エルムン」などの説がある。
様似町に位置するエンルム岬も語源を共有しているとされる。

## 地理
えりも町えりも岬に属し、太平洋に面する岬である。北緯41度55分28秒、東経143度14分57秒。北海道の形を大きく表徴する自然地形の一つである。
日高山脈の最南端であり、太平洋に向かって南へ突き出しており、沖合い7キロメートルまでの海上には岩礁が点在する。
岬の周囲は高さ60メートルに及ぶ断崖となっており、三段に及ぶ海岸段丘が発達している。眺望が開けており、日高山脈襟裳十勝国立公園の中核を成す観光地となっている。
風が強いことで知られる。風速が計測できる全国900以上の山岳を除くアメダス地点で、年平均風速が最も大きいのが襟裳岬の観測地点である。1981-2010年の年平均風速は8.2 m/s。風速10メートル以上の風の吹く日が年間270日以上ある。
岬上の襟裳岬灯台は海抜73メートルに位置し、光達22海里。1889年に初点灯した。他に霧笛が備えられている。
2009年4月10日までは無線方位信号所も備えられていた。これは、沖合で暖流の黒潮（日本海流）と寒流である親潮（千島海流）とがぶつかり、濃霧が発生しやすいためである。

## 自然環境

### 生物相

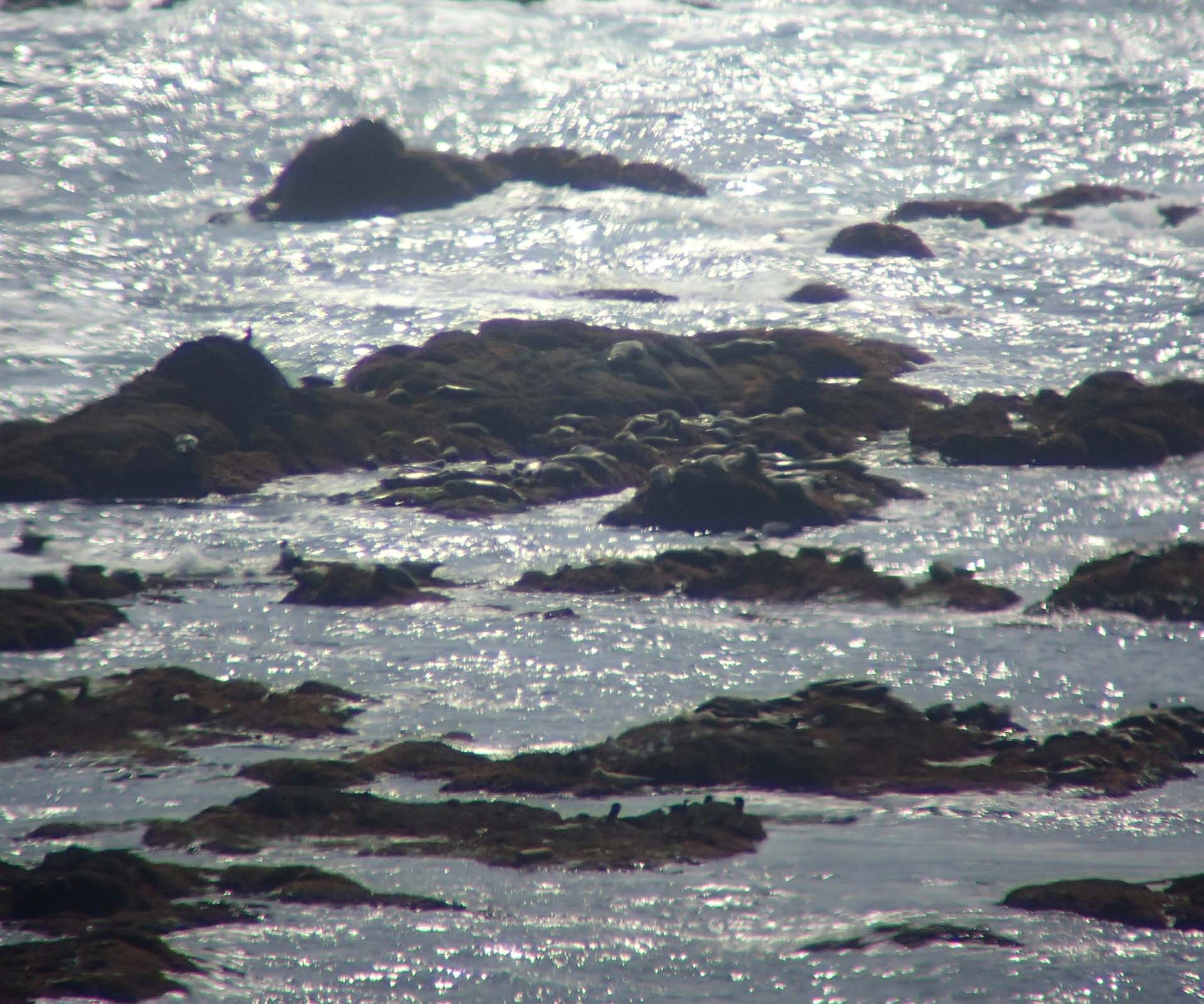
風の館から見たゼニガタアザラシ。

日高山脈から続く丘陵地や台地が広がっており、かつては天然林が広がっていた。19世紀初頭には薪炭採取や牧場開発等による砂漠化が進んだが、20世紀半ばの治山事業でクロマツを中心とする森林や草地が広がっている。
岬の突端の岩場を中心にゼニガタアザラシが300-400頭ほど棲息しており、国内最大の生息地であり、風の館などから双眼鏡で観察が可能である。また、近年はラッコが見られることで知られ、その他にもキタオットセイやクジラやイルカやシャチなども見られることがあるが、襟裳岬の周辺や様似町や広尾町など一帯では捕鯨が盛んだった時期もあることから、本来は襟裳岬でも多数の大型のクジラが見られたと考えられる。
陸上の動物としては、キタキツネやエゾシカやエゾユキウサギやヒグマなどが周辺に棲息しており、タンチョウ、オオハクチョウ、オオワシなどの特筆すべき鳥類も見られる。
コンブの生産でも知られ「日高昆布」として流通している。

### 緑化事業
襟裳岬周辺は良質なコンブの産地であり、江戸時代後期より水産資源を求めた和人が移住した。明治になると開拓農民も加わり、炊事や暖房用の薪として海岸林を伐採した。さらに明治中期には牧場が開かれたほか、樹木が洋紙のパルプ原料と見なされた。このため植生破壊に拍車がかかり、ついにはげ山同然の状態となった。強風で飛散する砂塵は屋内にまで舞い込み生活に支障をきたしたほか、海中に砂が蓄積されコンブが生えなくなり、サケや回遊魚も去ってしまった。
「襟裳砂漠」と呼ばれるまで荒廃した植生を回復させようと、飯田常雄ら地元の漁師が国とともに1953年から緑化に取り組んだ。林野庁はまず砂地に草本の種子を蒔きつけたが、強風によりすぐ吹き飛ばされてしまう。そこで蒔いた種子の上を「ゴタ」と呼ばれる雑多な海藻で覆い、地面に固定する方法を編み出した。この工夫により草本緑化を完了。その後、防風垣で覆った上でクロマツを中心とした植林が行われ、1999年度末で、荒廃地面積のほぼ89%にあたる170ヘクタールの木本緑化を終了した。
緑化の経緯は、NHKの番組『プロジェクトX〜挑戦者たち〜』で取り上げられている。
2006年9月には天皇・皇后の行幸があり、植林されたクロマツ林を見学している。襟裳岬に立つ碑には、後に植林の苦労を偲び詠んだ歌が刻まれている。

## トピック

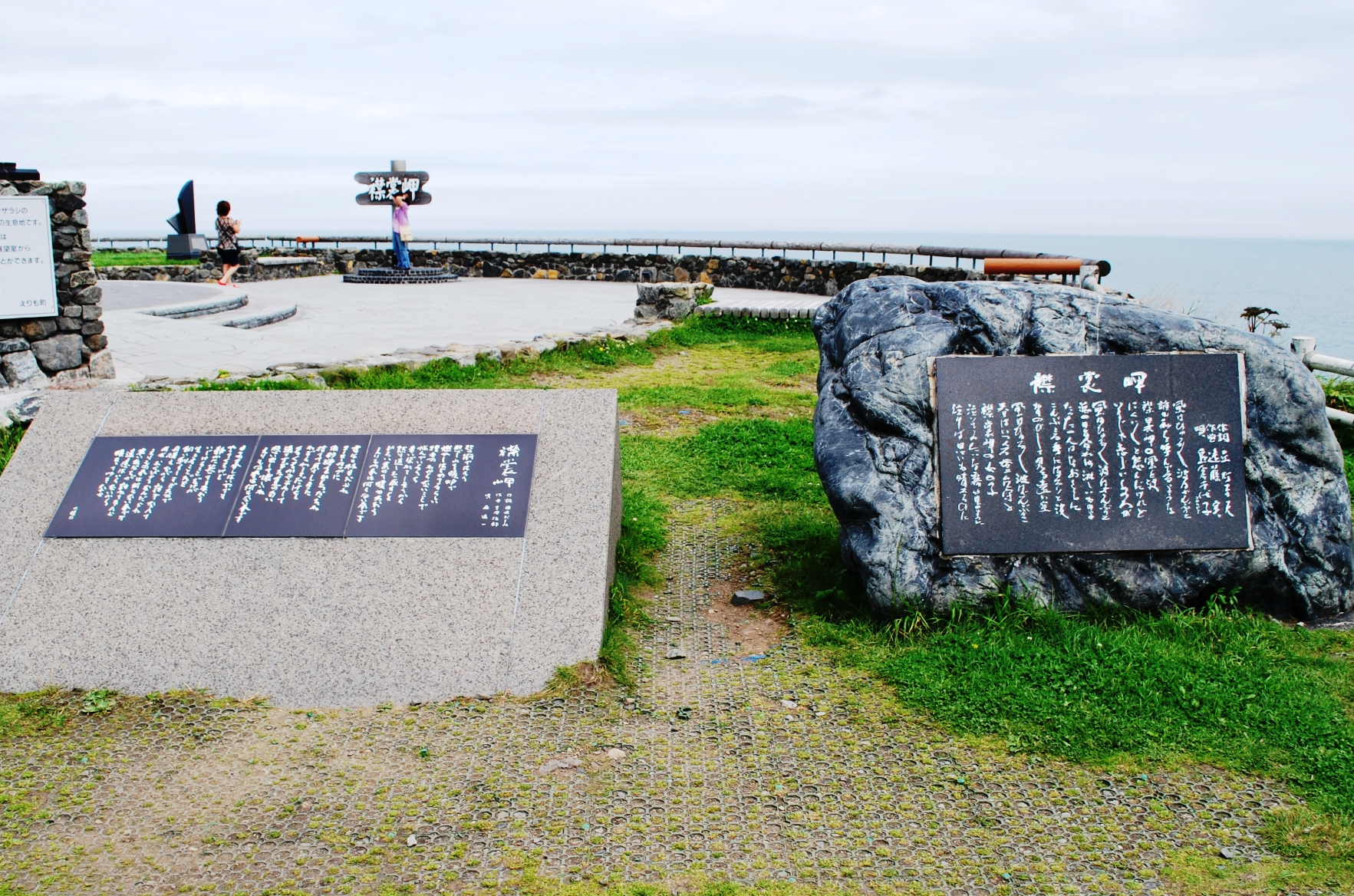
『襟裳岬』歌碑

- 森進一が唄い、第5回日本歌謡大賞・第16回日本レコード大賞の二冠を受賞した『襟裳岬』（1974年、岡本おさみ作詞・吉田拓郎作曲）で、一躍有名となった。
  - 「襟裳岬」の歌碑は2つある。1つは島倉千代子の曲（1961年、丘灯至夫作詞・遠藤実作曲）のもので1971年建立、もう1つが上記の森進一の曲のもので1997年建立である。
- 札幌駅 から日高本線へ直通していた国鉄急行の愛称として「えりも」が用いられていた。

## 交通
- 旧・JR日高本線様似駅から、ジェイ・アール北海道バス日勝線で約55分
- 国道336号及び北海道道34号襟裳公園線

## 関連画像

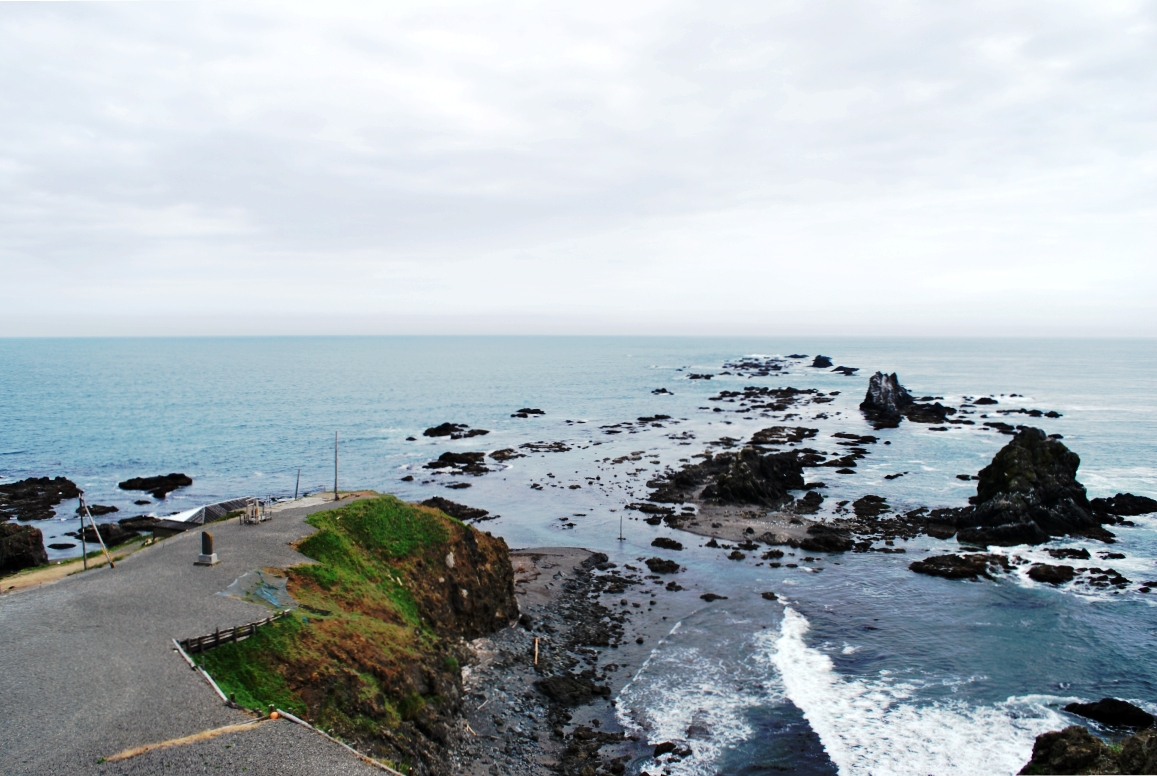
襟裳岬の岩礁群
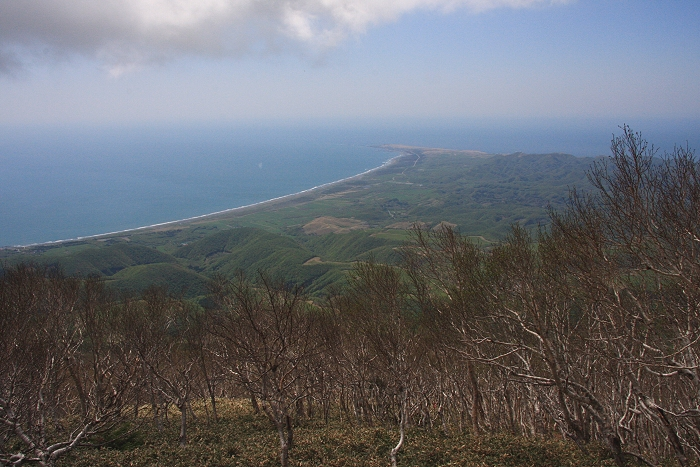
豊似岳からの俯瞰
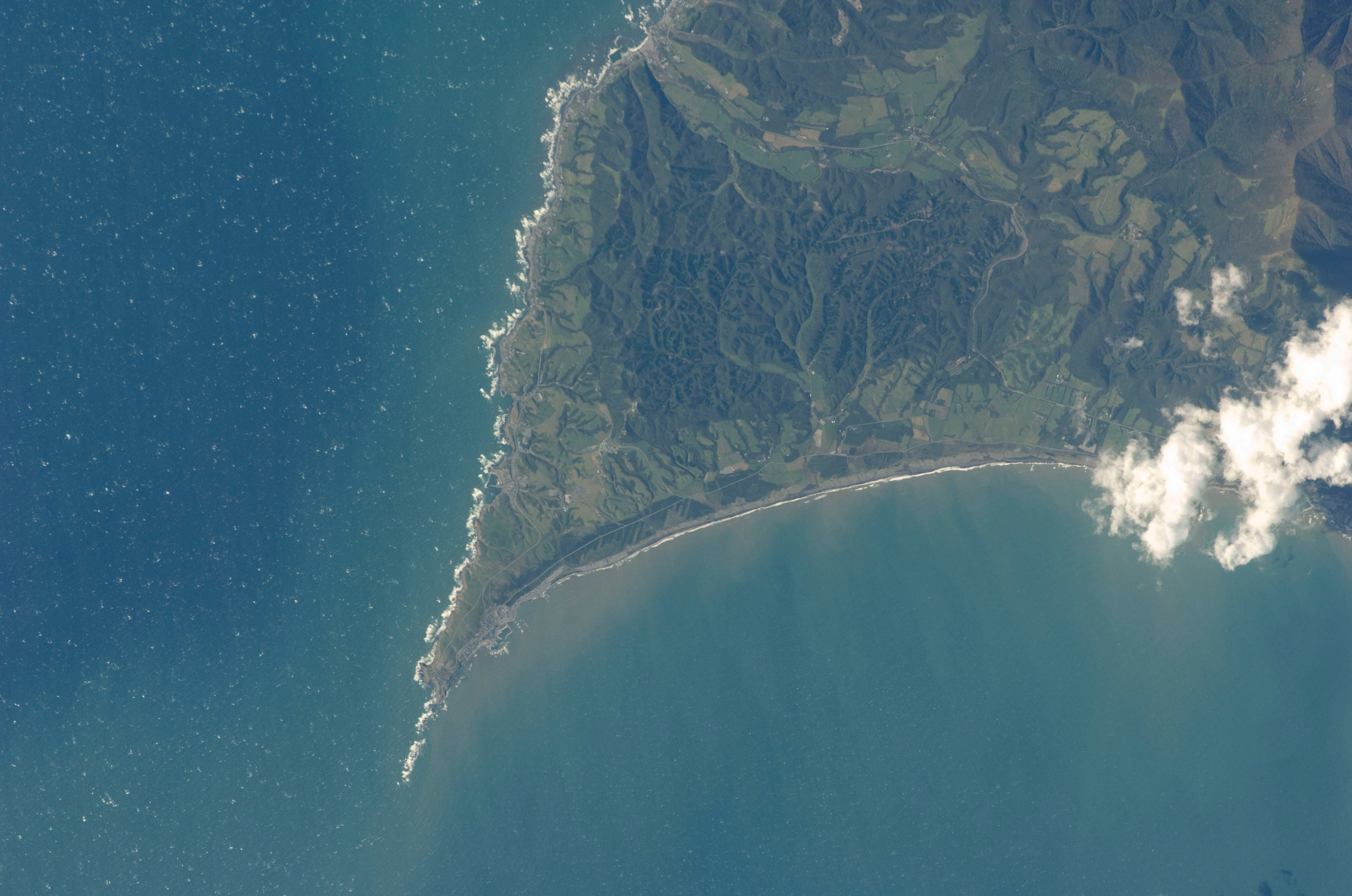
襟裳岬（2009年10月、国際宇宙ステーションから撮影）